# John Henderson (giocatore di freccette)
John Henderson (Aberdeen, 4 maggio 1973) è un giocatore di freccette scozzese.
Soprannominato The Highlander e Big John, è detentore del Campionato del mondo PDC 2021 in coppia con Peter Wright (rappresentando la Scozia).

## Finali di carriera

### Finali del tour europeo PDC: (1 secondo classificato)
| Legenda     |
| Altri (0–1) |

| Risultato | No. | Anno | Campionato           | Sfidante in finale             | Punteggio |
| Secondo   | 1.  | 2015 | German Darts Masters | Paesi Bassi Michael van Gerwen | 5–6 (l)   |

### Finali a squadre PDC: 1 (1 titolo)
| Risultato | No. | Anno | Campionato           | Team   | Compagno di squadra | Sfidante in finale                               | Punteggio |
| Vincitore | 1.  | 2021 | Campionato del mondo | Scozia | Peter Wright        | Austria – Mensur Suljović e Rowby-John Rodriguez | 3–1 (m)   |

## Palmarès
- Campionato del mondo PDC: 1 (2021)

Scozia: in coppia con Peter Wright